# Fissidens darjeelingensis
Fissidens darjeelingensis là một loài Rêu trong họ Fissidentaceae. Loài này được (Renauld & Cardot) P. Syd. mô tả khoa học đầu tiên năm 1906.